# 예림초등학교
예림초등학교는 대한민국 경상남도 밀양시에 있는 초등학교다.

## 학교 연혁
- 1936.04.28 설립인가
- 1936.05.10 상남공립보통학교 기산간이학교 개교
- 1943.06.01 상남공립국민학교 기산분교장 인가
- 1945.04.01 기산공립국민학교로 독립 개교
- 1946.06.19 예림국민학교로 교명 변경
- 1947.11.13 교실 10실 신축
- 1979.11.03 도지정 복지학교 1등급
- 1984.08.04 총동창회 발족
- 1994.09.01 교육부 교과용도서 실험. 연구학교(3년)
- 1995.12.31 강당(예림관)준공
- 1996.03.01 예림초등학교로 교명 변경
- 1999.09.01 연금초등학교 통합
- 2000.04.10 대형 도서관 외 4교실 신축
- 2003.02.28 도지정 진로교육 시범학교(2년)
- 2004.03.01 도지정 교원연수 시범학교(2년)
- 2012.03.01 제23대 고영판 교장선생님 부임
- 2012.04.30 지역연합 방과후학교 선정(바람소리)
- 2012.12.08 독서교육 우수학교 선정
- 2013.10.08 2013. 경남 교육과정 우수학교 선정
- 2013.03.01 국정도서 현장적합성 검토 연구학교 운영(2년)
- 2013.12.18 도교육청 '학부모 학교참여 우수학교' 선정
- 2014.02.21 제66회 졸업(총 졸업생수 10,284명)